# Guayape
Guayape é uma cidade hondurenha do departamento de Olancho.